# 장예주
장예주(2001년 9월 30일 ~ )는 대한민국의 가수다.

## 방송
- 노래가 좋아 (2018)
- 전국노래자랑 (2018) - 창원시 편 인기상
- 내일은 미스트롯 (2019) - Top94
- 마이 리틀 텔레비전 V2 (2019)
- 부산MBC 기장임랑 해변대학가요제 (2022) - 은상
- 장윤정의 도장깨기 (2022)
- 콘테스트M3 (2023) - 은상

## 음반
- 사랑에 푹 빠졌나봐 (2024)

## 공연
- 떠오르는 별 가수 장예주의 첫 신곡 발표 쇼케이스 (2024)
- 2024 울산서머페스티벌 (2024)

## 수상
- 울산 고복수가요제 대상 (2022)
- 정의송 가요제 대상 (2022)
- 처녀뱃사공가요제 은상 (2022)
- 고모령 가요제 대상 (2021)
- 박달가요제 금상 (2021)
- 가야국악대전 대상 (2019)